# 이새로미
이새로미(1973년 5월 4일 ~)은 대한민국의 여자 영화배우이자 여자 연극배우이다.

## 출연작

### 영화
- 2020년 영화 《낙원의 밤》 - 의사 1역
- 2019년 영화 《말모이》 - 선술집 주인 역
- 2018년 영화 《국가부도의 날》 - 현수 담임선생님 역
- 2017년 영화 《살인자의 기억법》 - 고양이 아줌마 역
- 2017년 영화 《택시운전사》 - 순천 신발가게 주인 역
- 2017년 영화 《특별시민》 -  가락시장 상인 역
- 2016년 영화 《걷기왕》 - 의사2역
- 2016년 영화 《시간이탈자》 -  서경고 여선생3역
- 2015년 영화 《가정식》 - 주연 역
- 2015년 영화 《퇴마: 무녀굴》 - 조문객여자역
- 2015년 영화 《마돈나》 - 요양사 역
- 2015년 영화 《헬머니》 - 여수감자2역
- 2013년 영화 《두근두근 내인생》 - 할렐루야2역
- 2013년 영화 《역린》 - 상궁 역
- 2013년 영화 《스마일 어게인》 - 의사 역
- 2013년 영화 《스파이》 - 작은 고모 역
- 2012년 영화 《솔루션》 -  주연 역
- 2012년 영화 《코메디: 다 웃자고 한 얘기》 - 주연 역
- 2012년 영화 《간첩》 -  후지산 사장 역
- 2012년 영화 《내 안의 모든것》 - 가든파티 부인 역
- 2012년 영화 《페이스 메이커》 - 닭다리 엄마 역
- 2011년 영화 《체포왕》 - 날치기 아줌마 역
- 2010년 영화 《헬로우 고스트》  - 아파트 아줌마 역

### 드라마
- 2014년 tvN 《꽃할배 수사대》 - 정신병동 환자 역
- 2019년 tvN 《블랙독》

## 공연
- 2019년 국립국악원 풍류사랑방 《토요사랑국악동화》
- 2018년 한국소리문화의 전당 명인홀  《전주세계소리축제 - 꼬마 장승 가출기》